# Baillie Peak
Der Baillie Peak ist ein über 2800 m hoher Berg in der antarktischen Ross Dependency. Er ragt in den Moore Mountains der Queen Elizabeth Range in einer Entfernung von 3 km südsüdöstlich des Mount Angier auf.
Der Berg wurde zwischen 1967 und 1968 von einem Geologenteam der Ohio State University erkundet und nach Ralph J. Baillie benannt, einem Feldforschungsassistenten dieser Mannschaft.